# Археполід
Археполід (дав.-гр. Αρχεπολις; V століття до н. е.) — давньогрецький політичний діяч, син полководця Фемістокла, його наступник на посаді тирана Магнесії-на-Меандрі.

## Життєпис
Археполід був сином афінського політика й полководця Фемістокла та його першої дружини Архіппи, дочки Лісандра з Алопеки. Його батько походив зі знатного жрецького роду Лікомідів, представники якого вели своє походження від героя Ліка, а матір, на думку історика Пітера Бікнелла, була родичкою впливового політика Арістіда.
Згідно Плутарху, у Фемістокла було десять дітей, п'ять хлопчиків та п'ять дівчат. Первісток Фемістокла — Неокл, помер у дитинстві від укусу коня, на думку дослідника Ігоря Сурікова, наступним за старшинством був син на ім'я Архептолід. Також, вчений зазначав, що Плутарх помилився у написанні імені сина Фемістокла. Більш імовірним вважається ім'я Археполід, яке відоме з нумізматичних джерел. Також, саме ця версія імені зустрічається серед громадян Афін того часу. Суріков пояснював неточність тим, що у давніх греків написання -πολ/-πτολ було варіативним. Також дослідник припускав, що античний історик Філарх, який у своїй праці згадує сина Фемістокла Демополіда, таким чином спотворив ім'я Археполіда. Як зазначав дослідник Джеффрі Сміт, Фемістокл давав імена своїм дітям керуючись своєю пристрастю до політики. Не було винятком і ім'я Археполіда, яке значить «архонт міста» . Історикиня Саллі Хамфріс вважала, що Археополід отримав таке ім'я в пам'ять про архонство батька в 493—492 роках до н. е. Таким чином він народився або в період архонства або найближчим часом після.
Фемістокл був одним із найвпливовіших політиків Афін свого часу. Однак, унаслідок політичної боротьби, приблизно у 470 році до н. е. його вигнали з міста за допомогою остракізму. Через три роки, влада полісу проговорила його до смерті, однак, вигнанцю з родиною вдалося знайти притулок у Державі Ахеменідів. Перський цар не тільки дозволив Фемістоклу зостатися у своїй державі, але й передав йому в управління міста Лампсак, Магнесію-на-Меандрі, Міунт, Перкоту та Палескепсіс. Ігор Суріков відмітив, що всі ці міста, крім Магнесії, перси вже не контролювали і їх передача вигнанцю була просто символічним жестом. Фемістокл фактично правив як васальний тиран, лише Магнесією-на-Меандрі, де карбував власну монету.
Згідно досліднику Джеффрі Сміту, Фемістокл особисто навчав сина і бачив в ньому свого наступника. Археполід успадкував управлінські та лідерські якості батька, але з пересторогою ставився до батьківської упертості та чарівності. В результаті чого, Археполід допомагав батькові в його управлінні Магнесією і вивчав порядки при перському дворі та місцевих вельмож.
Після смерті Фемістокла у 459 році до н. е., йому наслідував Археполід. Це вдалося встановити завдяки знахідкам монет Магнесії-на-Меандрі, які за оформленням слідкували монетам Фемістокла, але мали напис Археполід. Дослідник Ігор Суріков припускав, що Археполід міг правити містом до самої смерті, однак, її дата невідома.
Археполід був одружений зі своєю єдинокровною сестрою Мнесиптолемою, яка була дочкою Фемістокла від другого шлюбу. Цей ендогамний шлюб дослідник Роберт Літтман пояснював тим, що друга дружина Фемістокла була епіклерою, тобто єдиною дочкою-спадкоємицею, після смерті якої, її спадкоємицями стали три дочки від Фемистокла. Щоб зберегти статок другої дружини всередині сім'ї, Мнесіптолему видали за єдинокровного брата. З тих же причин її сестра Нікомаха, після смерті Фемістокла, вийшла заміж за Фрасікла — свого двоюрідного брата з боку батька, він же удочерив третю сестру — Асію. Шлюб брата і сестри пояснювався складністю в пошуку женихів серед родичів через вигнання Фемістокла.
На думку дослідника Кеннета Шіді, сином Археполіда був Фемістокл-молодший, гіпотетичний наступний тиран Магнесії-на-Меандрі, який відомий лише з нумізматичним джерел. На думку Джеффрі Сміта, у Ахеополіда і Мнесіптолеми могло бути кілька синів, які повернулися до Афін. Їх нащадком міг бути Фемістокл, з яким спілкувався письменник Плутарх. Саллі Хамфріс висловлювала припущення, що сином Археополіда був Поліарх, могилу сина якого — Фемістокла, згадує географ Павсаній у своїй праці «Опис Еллади».
Дата смерті Археполіда невідома, Джеффрі Сміт припускав, що Археполід правив до 412 року до н. е. Ігор Суриков вважав, що цейрік є останнім роком правління Фемістоклідов в Магнесии-на-Меандрі, так як приблизно з цієї дати містом став правити Тіссаферн — перський сатрап Лідії. Однак, якщо гіпотеза про існування Фемистокла Молодшого вірна, то це він правив до 412 року до н. е., а батька змінив до цієї дати.

## Монети

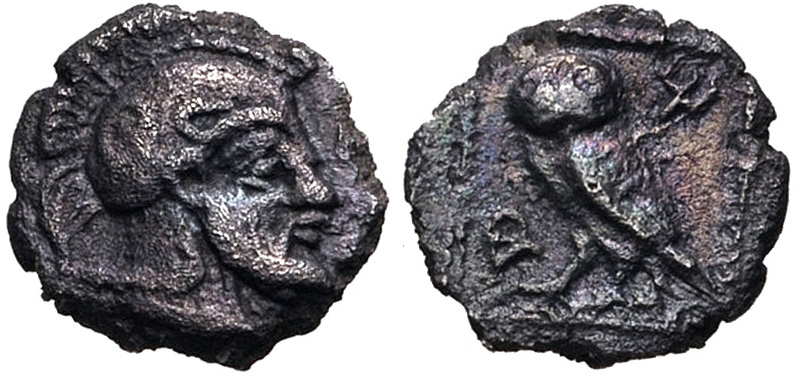
Тетартеморій Археполіда. Аверс — голова Левкіппа, реверс — сова Афіни

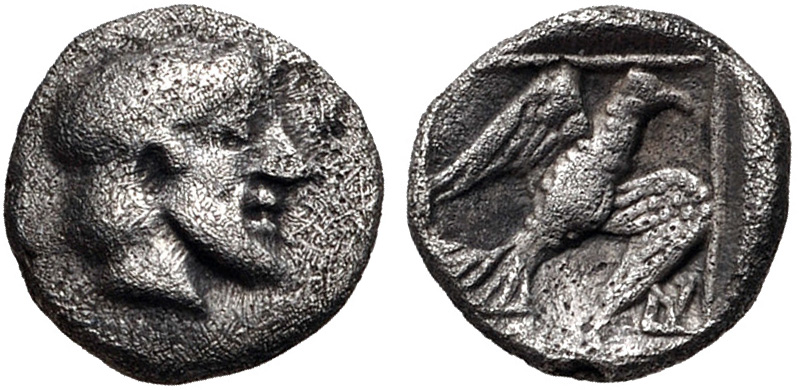
Тетартеморій Археполіда. Аверс — голова Зевса у вінку, реверс — орел у польоті

Монети Археполіда були вперше виявлені німецькими дослідниками Й. Нолле та А. Веннінгером, які видали каталог монет Фемістокла та його сина наприкінці XX сторіччя. У 2017 році дослідник Кеннет Шиді видав більш повний каталог.
Монети Археполіда відомі таких номіналів: драхма, гемідрахма, тригеміобол, геміобол, тетартеморій та гемітетартеморій. Повне ім'я правителя — ΑΡΧΕΠΟΛΙΣ зазначалося, лише, на лицьовій стороні монет старших номіналів — драхм та гемідрахм, поряд із зображенням стоячого Зевса. На зворотній стороні зображувався орел з розпростертими крилами. Надписи на реверсі різнилися залежно від номіналу, на драхмі було написано Μ—Α, тобто Магнесія, а на гемідрахмі скорочене ім'я тирана — ΑΡ—ΧΕ.
На лицевій стороні тригеміоболів присутній напис Α—Ρ поряд з головою Зевса. Іноді бог зображувся у лавровому вінку, або без напису. Також, відомі монети, де замість Зевса зображувався інший бог, припускається що це Гефест. На зворотній стороні самих перших тригеміоболів Археполіда зображувалася голова орла з написом Α—Μ. На більш пізніх монетах зображувався орел у польоті з написом Μ—Α, ще пізніше карбувалися написи Α—Ρ або ΑΡ—ΧΕ.
На аверсі геміоболів зображувалася голова Левкіппа  — ойкіста Магнесії-на-Меандрі. Поряд з головою була легенда ΑΡ, але вона зустрічається не на всіх геміоболах. З метою вшанування свого батька, Археполід на реверсі монети карбував батькову монограму ΦΕ. Також, відомий інший варіант реверсу, де карбувся напис ΑΡ—ΧΕ у вигляді двох монограм із зображенням характерної афінської сови. Ця сова повинна була вказувати на афінське походження правителя.
На аверсі монет дрібних номіналів зображувалась голова Зевса або Левкіппа, а на реверсі голова орла або орел у польоті. На ранніх монетах були написи Α—Μ та Α—Ρ, на більш пізніх тільки Α—Ρ. На найменшому номіналі — гемітетартеморії, написів не було.
Загалом, у своїх монетах Археполід слідкує карбуванню Фемістокла, формуючи таким самим контінуітет у карбуванні. Водночас, введення монет із зображенням Левкіппа Ігор Суріков вважав порушенням традиції. Дослідник припускав, що зображення ойкіста могло використовуватися як заміна напису з назвою міста. Загалом, Ігор Суріков зазначав, що як і на монетах батька, у пізньому карбуванні Археполіда є тенденція до заміни назви міста на ім'я правителя.

### Коментар
1. ↑  За різними версіями, це міг бути Ксеркс I або вже його син Артаксеркс I.
2. ↑  Ігор Суриков висловлював сумнів у вірогідності відомостей про передачу двох останніх міст, так як про них йдеться тільки в роботі Плутарха з посиланням на раньоелліністичних авторів — Фанія Ереського та Неанфа Кізікського.
3. ↑  Афінське законодавство дозволяло шлюби між єдинокровними братом і сестрою
4. ↑  Ретроградний варіант напису Μ—Α

### Первинні джерела
- Павсаній. Опис Еллади.
- Плутарх. Фемістокл // Порівняльні життєписи.

### Дослідження
- Молчанов А. А[ru]. Социальные структуры и общественные отношения в Греции II тысячелетия до н. э. :  [рос.]. — Москва : РАН, 2000.
- Суриков И. Е. Семья Фемистокла в Магнесии-на-Меандре (малоизвестный эпизод истории греческой тирании) :  [рос.] // Вестник древней истории. — 2019. — № 3 (79). — С. 569–585. — ISSN 0321-0391.
- Sarah C. Humphreys[en]. Kinship in Ancient Athens An Anthropological Analysis :  [англ.]. — OUP Oxford, 2018.
- Robert J. Littman. Kinship in Athenes :  [англ.] // Ancient Society. — 1979. — Vol. 10. — P. 5—31. — ISSN 00661619. — JSTOR 44079435.
- Jeffrey Smith. Themistocles: The Powerbroker of Athens :  [англ.]. — Pen and Sword Military, 2021.